# Cothurus
Cothurus là một chi bọ cánh cứng trong họ Mordellidae.
Chi này được miêu tả khoa học năm 1891 bởi Champion.

## Các loài
Chi này gồm các loài:
- Cothurus bordoni Franciscolo, 1987
- Cothurus iridescens Champion, 1891